# Palkovich Viktor
Palkovich Viktor (Esztergom, 1850. október 17. – Győr, 1930. április 24.) katolikus pap, politikus. 

## Élete
Tanulmányait Esztergomban végezte. 1873-ban szentelték pappá, majd Egegen, 1875-től Érsekvadkerten volt káplán. 1876-ban Patakon ideiglenes adminisztrátor, 1877-től Balassagyarmaton, 1881-től Ipolyságon káplán. 1881-től Esztergom-Szentgyörgymezői plébános lett. 1886-1925 között Gútán szolgált és tagja lett a község képviselő-testületének is. 1890-1916 között esperes volt. Létrehozta a helyi malomipari részvénytársaságot, melyet elnökként irányított. Saját részvényeinek bevételéből az oktatást támogatta. 1906-ban a választmányi tagok közreműködésével sikerült létrehoznia a tejszövetkezetet, s még ugyanabban az évben megalakult a római katolikus iparos kör több mint 300 taggal. Helyi hitelszövetkezetet is indított. Nagy szerepe volt a Komáromot Gútával összekötő egyvágányú vasút megépítésében, melyet 1914-ben adtak át a forgalomnak.
1919-ben az ő vezetésével készítették a komáromi esperes kerület papjai azt az emlékiratot (Palkovich-memorandum), amelyben tájékoztatták Csernoch János érseket a csehszlovák hatóságok velük szembeni törvénytelen megkülönböztetésről. Az államfordulat után részt vett az Országos Keresztényszocialista Párt megszervezésében. 1922-1925 között a párt nemzetgyűlési képviselője volt. Az 1925-ös pártszakadás idején a Lelley Jenő-ellenes csoport egyik vezetője. A csehszlovák hatóságok 1925-ben megfosztották állampolgárságától, emiatt 1927-ben Magyarországra költözött.

## Emlékezete
- Emléktábla, Gúta katolikus templom
- Nevét viseli egy gútai cserkészcsapat

## Művei
- 1893 Részletes tan- és óratervek a katolikus népiskolákban végzendő hittani anyag feldolgozásához. Esztergom.
- Mária Nagyasszonyunk könyörögj érettünk!. Palkovich Viktor szent beszédei a Boldogságos Szűzről; Concordia, Bratislava-Pozsony, 1928